# Биотрансформация
Биотрансформация — это биохимическая модификация одного химического соединения или смеси химических соединений. Биотрансформацию можно проводить с целыми клетками, их лизатами или очищенными ферментами . Все чаще биотрансформация осуществляется с помощью очищенных ферментов. От биотрансформации зависят основные отрасли промышленности и технологии спасения жизни .

## Преимущества и недостатки
Методы биотрансформации часто привлекательны по сравнению с традиционным производством химических веществ, поскольку могут обладать высокой селективностью, что ограничивает производство нежелательных побочных продуктов. Как правило, многие методы биотрансформации являются «зелеными», работая при умеренных температурах и давлении в водных растворах. Катализаторы, т. е. ферменты, поддаются усовершенствованию путем генетических манипуляций.
Биотехнология обычно ограничена объемом субстрата. Например, нефтехимические продукты часто не поддаются биотрансформации, особенно в масштабах, необходимых в некоторых областях применений, например в топливе. Биотрансформации могут быть медленными и часто несовместимы с высокими температурами, которые используются в традиционном химическом синтезе для увеличения скорости. Ферменты обычно стабильны только при температуре <100 °С, а обычно гораздо ниже. Ферменты, как и другие катализаторы, ядовиты. В некоторых случаях производительность или возможность вторичной переработки может быть улучшена за счет использования иммобилизованных ферментов.

## История
Виноделие и пивоварение являются примерами биотрансформаций, практикуемых с древних времен. Уксус долгое время производился путем брожения, включающего окисление этанола до уксусной кислоты. При производстве сыра традиционно используются микробы для преобразования исходных молочных продуктов. Йогурт производится с помощью закваски термически обработанного молока микроорганизмами, такими как Streptococcus thermophilus и Lactobacillus bulgaricus.

## Современность

### Фармацевтическая отрасль
Бета-лактамные антибиотики, например пенициллин и цефалоспорин, производятся путем биотрансформации в промышленной отрасли, стоимость которой оценивается в несколько миллиардов долларов. Производство идет в емкостях объемом до 60 000 галлонов. В качестве источников C, S, N используются сахара, метионин и соли аммония. Для производства пенициллина используется генетически модифицированный Penicillium chrysogenum .
Некоторые стероиды гидроксилируются in vitro для получения лекарств.

### Сахара
Кукурузный сироп с высоким содержанием фруктозы образуется путем биотрансформации кукурузного крахмала, который превращается в смесь глюкозы и фруктозы. Глюкоамилаза — один из ферментов, используемых в этом процессе .
Циклодекстрины образуются под действием ферментов трансфераз.

### Аминокислоты
Иногда аминокислоты получают промышленным способом с помощью трансаминаз. В других случаях аминокислоты получают путем биотрансформации пептидов с помощью пептидаз.

### Акриламид
Для получения акриламида, ценного для промышленности мономера, используются ферменты нитрилгидратазы, а также акрилонитрил и вода в качестве субстратов.

### Биотопливо
Многие виды топлива и горюче-смазочных материалов производятся с помощью процессов, включающих биотрансформацию, начиная с природных предшественников, таких как жиры, целлюлоза и сахара.